# Neuchâtel Xamax Football Club Serrières 2013-2014
Questa voce raccoglie le informazioni riguardanti il Neuchâtel Xamax Football Club Serrières nelle competizioni ufficiali della stagione 2013-2014.

## Rosa
Fonte:
| N. |                     | Ruolo | Calciatore           |
| -- | ------------------- | ----- | -------------------- |
| 1  | Albania (bandiera)  | P     | Valmir Sallaj        |
| 2  | Svizzera (bandiera) | A     | Luther-King Adjei    |
| 2  | Svizzera (bandiera) | C     | Jordan Mokou         |
| 3  | Spagna (bandiera)   | D     | Jonathan Lara        |
| 4  | Svizzera (bandiera) | C     | Kevin Pianaro        |
| 5  | Svizzera (bandiera) | D     | Kiliann Witschi      |
| 6  | Svizzera (bandiera) | C     | Valérian Boillat     |
| 7  | Svizzera (bandiera) | D     | Maël Erard           |
| 8  | Italia (bandiera)   | C     | Fabio Lovacco        |
| 9  | Francia (bandiera)  | A     | Mickaël Rodriguez    |
| 10 | Svizzera (bandiera) | C     | Charles André Doudin |
| 11 | Svizzera (bandiera) | A     | Loïc Chatton         |

| N. |                     | Ruolo | Calciatore          |
| -- | ------------------- | ----- | ------------------- |
| 14 | Svizzera (bandiera) | D     | Julien Bize         |
| 15 | Svizzera (bandiera) | C     | Caryl Ramseyer      |
| 17 | Francia (bandiera)  | A     | Yassine El Allaoui  |
| 18 | Francia (bandiera)  | C     | Jérémy Randaxhe     |
| 19 | Francia (bandiera)  | C     | Aurélien Ziegler    |
| 21 | Svizzera (bandiera) | C     | Thibaut De Coulon   |
| 23 | Svizzera (bandiera) | D     | Mike Gomes          |
| 25 | Svizzera (bandiera) | D     | Jérôme Schneider    |
| 30 | Svizzera (bandiera) | P     | Joachim Mollard     |
| 30 | Svizzera (bandiera) | P     | Laurent Walthert    |
| 30 | Svizzera (bandiera) | P     | Flavio Perissinotto |